# Dysdera aneris
Espèce
Dysdera aneris est une espèce d'araignées aranéomorphes de la famille des Dysderidae.

## Distribution
Cette espèce est endémique des îles Selvagens, près des îles Canaries et appartenant à la région autonome de Madère,. Elle se rencontre sur Selvagem Grande.

## Étymologie
Son nom d'espèce lui a été donné en référence à Aneris, le personnage du livre La Pell Freda d'Albert Sánchez Piñol.

## Publication originale
- Macías-Hernández, Oromí & Arnedo, 2010 : Integrative taxonomy uncovers hidden species diversity in woodlouse hunter spiders (Araneae, Dysderidae) endemic to the Macaronesian archipelagos. Systematics and Biodiversity, vol. 8, p. 531-553.